# Wyścigowe Samochodowe Mistrzostwa Polski 2012
Sezon 2012 był pięćdziesiątym szóstym sezonem Wyścigowych Samochodowych Mistrzostw Polski.

## Kalendarz
Źródło: chronopn.neostrada.pl
| Data               | Tor             | Miejsce         | Klasa                |
| ------------------ | --------------- | --------------- | -------------------- |
| 27–28 kwietnia     | Tor Poznań      | Poznań          | WPP                  |
| 27–29 kwietnia     | Hungaroring     | Mogyoród        | WSMP, Endurance      |
| 15–17 czerwca      | Pannónia-Ring   | Ostffyasszonyfa | WSMP, Endurance      |
| 29 czerwca–1 lipca | Tor Poznań      | Poznań          | WSMP, WPP, Endurance |
| 20–22 lipca        | Sienna          | Sienna          | WPP                  |
| 3–5 sierpnia       | Autodrom Most   | Most            | WSMP, Endurance      |
| 17–19 sierpnia     | Slovakiaring    | Orechová Potôň  | WSMP, Endurance      |
| 24–26 sierpnia     | Tor Poznań      | Poznań          | WSMP, WPP, Endurance |
| 21–23 września     | Masaryk Circuit | Brno            | WSMP, Endurance      |
| 12–14 października | Tor Poznań      | Poznań          | WPP                  |

## Mistrzowie
Źródło: chronopn.neostrada.pl
| Klasa             | Kierowca                              | Samochód            | Zespół                                           |
| ----------------- | ------------------------------------- | ------------------- | ------------------------------------------------ |
| Endurance         | Maciej Stańco Artur Janosz            | Ferrari 430 GT3     | Automobilklub Kielecki - Fuchs Star-Moto Racing  |
| Endurance kl.5    | Radek Bareš Sam Raška                 | Radical             | Geus Racing                                      |
| Endurance kl.4    | Maciej Stańco Artur Janosz            | Ferrari 430 GT3     | Automobilklub Kielecki - Fuchs Star-Moto Racing  |
| Endurance kl.3    | Andrzej Lewandowski Teodor Myszkowski | Porsche 997 GT3     | Automobilklub Wielkopolski - Nostress Motorsport |
| Endurance kl.2    | Maciej Roch Pietrzak Adam Rzepecki    | Renault Clio RS Cup | Automobilklub Wielkopolski - Basen Hurt-PMR Team |
| Endurance kl.1    | Szymon Sołtysik Szczepan Mroczek      | Kia Picanto         | Automobilklub Śląski                             |
| Grand Prix Polski | Maciej Stańco                         | Ferrari 430 GT3     | Automobilklub Kielecki - Fuchs Star-Moto Racing  |
| E1 +3500          | Maciej Stańco                         | Ferrari 430 GT3     | Automobilklub Kielecki - Fuchs Star-Moto Racing  |
| E1 3500           | Andrzej Lewandowski                   | Porsche 997 GT3     | Automobilklub Wielkopolski - Nostress Motorsport |
| E1 2000           | Adam Rzepecki                         | Renault Clio RS Cup | Automobilklub Wielkopolski - Basen Hurt-PMR Team |
| WPP kl.9          | Dawid Bokiej                          | BMW 635CSi E24      | Automobilklub Wielkopolski                       |
| WPP kl.8          | Łukasz Rawecki                        | BMW 320 E21         | Automobilklub Wielkopolski                       |
| WPP kl.7          | Gerard Paczkowski                     | Kia Cee'd           | Automobilklub Wielkopolski                       |
| WPP kl.6          | Andrzej Nawrot                        | Kia Picanto         | Automobilklub Wielkopolski                       |
| WPP kl.5          | Radosław Kordecki                     | Porsche 911         | Automobilklub Wielkopolski                       |
| WPP kl.4          | Norbert Stańczyk                      | Honda Civic         | Moto-Klub Radom                                  |
| WPP kl.3          | Paweł Młocek                          | Honda Civic         | Automobilklub Wielkopolski                       |
| WPP kl.2          | Jacek Norkiewicz                      | Volkswagen Polo     | Automobilklub Wielkopolski                       |
| WPP kl.1A         | Maciej Szkudlarek                     | Fiat Seicento       | Automobilklub Wielkopolski                       |
| WPP kl.1N         | Bartosz Knast                         | Fiat Seicento       | Automobilklub Wielkopolski                       |